# 필리핀의 정치
다음은 필리핀의 정치에 관한 설명이다.
1965년 대통령에 취임한 마르코스는 1973년 국민투표를 통해 장기집권의 길을 열었다. 20년 장기독재 끝에 1986년 2월 민중7혁명으로 마르코스가 축출되고 아키노 대통령의 신정부가 출범했다. 1987년 2월 필리핀 신헌법에 대한 국민투표에서 아키노 정부는 76.3%의 압도적 지지를 획득하고, 3권분립의 대통령중심제에 대통령의 임기 6년, 중임불가를 규정한 새 헌법을 발표했다. 대(對) 공산유화정책에 대한 불만으로 군부 쿠데타가 반발하고 우익세력의 반발이 거세지자 아키노 대통령은 강경정책으로 선회하였다. 좌익·공산세력도 이에 강경으로 대처하고 있다.외교정책은, 독립 후 친미정책으로 일관했다. 1966년에 아시아·태평양협의회(ASPAC)에 가맹하고, 1967년에 동남아국가연합(ASEAN)에 가입했다. 1970년대부터 독립외교를 표방하고 중국·소련과의 광범위한 관계 수립, 동남아제국 및 일본과의 관계 유지, 미국과의 균형관계 모색 등을 골자로 하는 신외교정책을 1973년 선언했다. 92년 대선에서는 코라손 아키노 역사의 지명을 받은 라모스가 당선됐으며 98년 5월에는 에스트라다가 당선되었다. 2001년 1월 아로요 부통령이 대통령직을 승계했다.